# Іл-114
Іл-114 — сімейство двохдвигунових турбогвинтових літаків для місцевих авіаліній. Перший політ 29 березня 1990 року.

## Історія створення
На початку 1980-х років ОКБ ім. Іллюшина виступило з ініціативною пропозицією про створення нового турбогвинтового пасажирського 60-містного літака для місцевих авіаліній Іл-114. В той період багато закордонних фірм вело розробки аналогічних літаків з ТГД — ATR-42 (ATR-72), Fokker 50, Dash 8-300, SAAB 2000. Запропонований проект літака Іл-114 розглядався як заміна застарілому Ан-24, котрий вже перестав задовільняти вимогам часу. Парк літаків Ан-24 став швидко скорочуватися через вироблення ресурсу. Літак Іл-114 призначався для заміни також на ряді місцевих ліній турбореактивних літаків Як-40 і Ту-134. Ініціатива ОКБ була підтримана, і в 1986 році вийшла постанова Ради Міністрів СРСР про розробку літака.
Літак Іл-114 призначений для експлуатації з відносно коротких ЗПС, що мають бетонне або щільне ґрунтове покриття. У його конструкцію закладено принцип автономності від наземних джерел живлення, що дозволяє використовувати його в малообладнаних аеропортах, розширюючи таким чином географію його застосування.
На літаку використовується високоефективне крило, спроектоване в ОКБ спільно з ЦАГІ. Механізація крила (двохщілеві закрилки) дозволяє здійснювати зліт і посадку з ЗПС завдовжки менше 1600 м. При розробці літака особливу увагу було приділено зниженню рівня шуму, як на місцевості, так і в кабіні. Для цієї мети були розроблені шестилопатеві малошумні гвинти СВ-34 (виробництва ВАТ «НВП Аеросила» (Ступіно)) із системою синхронізації їх обертання по частоті і фазах. Крім цього, збільшено зазор між кінцями лопатей і обшивкою фюзеляжу. У перспективі очікується використання на літаку ТГД потужністю близько 2800 к.с.
Літак оснащений цифровим комплексом авіоніки ЦПНК-114 з п'ятьма кольоровими багатофункціональними дисплеями, розробленими вітчизняними фірмами за сприяння ДержНДІ АС і НІІА. Навігаційне обладнання дозволяє здійснювати посадку в погодних умовах по категорії II ІКАО. За бажанням замовників літак може бути обладнаний авіоникою зарубіжного виробництва.

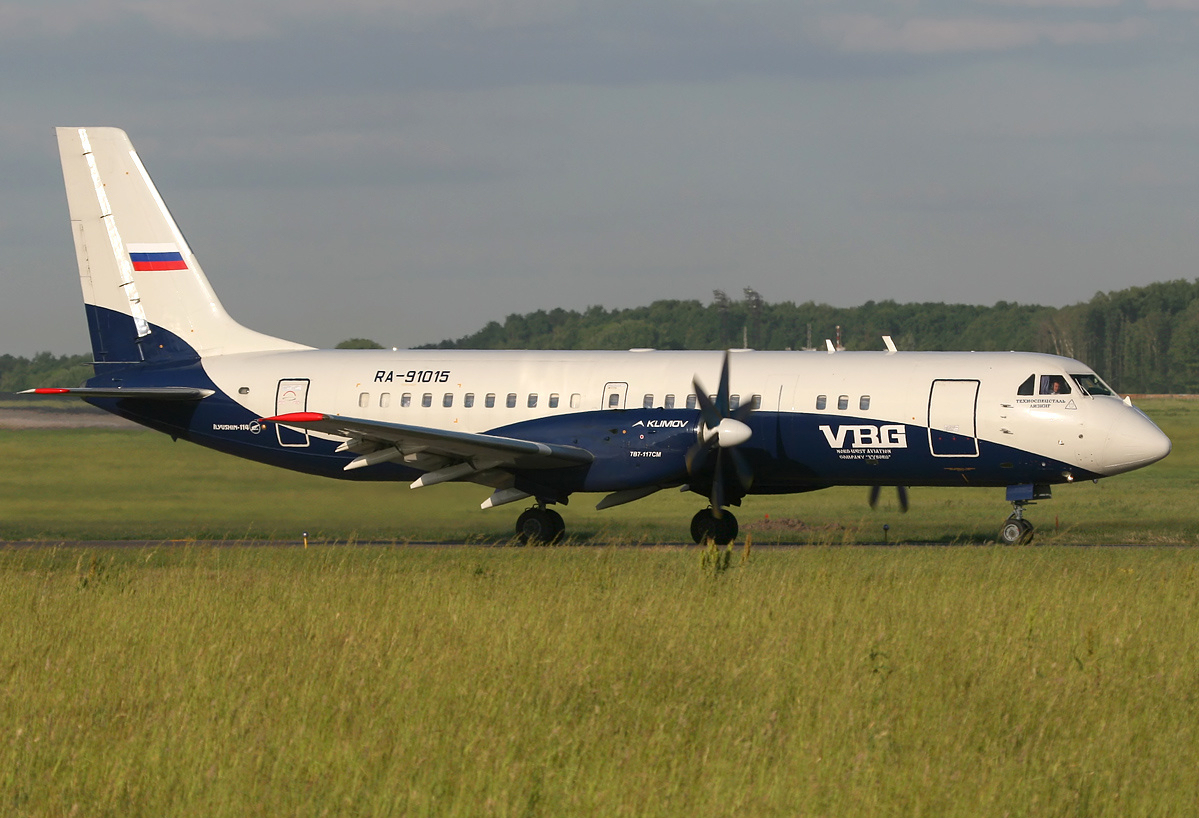

Дослідний літак Іл-114 виконав перший політ 29 березня 1990 року. Командир повітряного судна — Білоусов В'ячеслав Семенович — заслужений льотчик-випробувач. Льотні та сертифікаційні випробування проходили в різних кліматичних умовах в Ташкенті, Якутську і Архангельську. Літак неодноразово демонструвався на авіаційних виставках в Парижі, Фарнборо, Бангалорі, Берліні, Тегерані. Через нестачу коштів сертифікація надмірно затягнулася, і тільки 24 квітня 1997 року літак отримав Сертифікат типу № 130–114 від Авіареєстру МАК.
Серійне виробництво передбачалося на Ташкентському авіаційному виробничому об'єднанні ім. В. П. Чкалова, де були створені потужності з випуску 100 літаків на рік. Раніше передбачалося випускати літаки також у Москві на МАПО ім. Дементьєва. У пострадянський період авіакомпанії країн СНД не проявили великого інтересу до Іл-114, серійне виробництво літака так і не почалося.

## Сучасний стан
До 2012 року Іл-114 випускався серійно на авіаційному заводі в Ташкенті (ТАВОіЧ). Всього було побудовано 17 машин. Дві машини знищені в катастрофах. Сім літаків експлуатуються в авіакомпанії «Ўзбекістон Ҳаво Йўлларі».
Станом на 2012 рік виробництво Іл-114 на ТАВОіЧ завершено, завод переорієнтований на іншу діяльність.
Керівництво «Авіаційного комплексу імені Іллюшина» робить кроки по організації виробництва Іл-114 в Росії; за їхньою оцінкою, не менше 100 літаків Іл-114 буде потрібно різним відомствам РФ до 2030 року, вже є попередні заявки від 13 російських авіакомпаній на 48 пасажирських Іл-114.
У липні 2014 президент Росії В. В. Путін дав доручення уряду розглянути питання організації серійного виробництва літака Іл-114 в Росії. Таке виробництво могло б бути розгорнуто на самарському заводі «Авіакор» (за оцінкою директора заводу А. Гусєва, освоєння серійного виробництва Іл-114 займе близько 5 років та інвестицій у розмірі 10-12 млрд руб.). 27 серпня 2014 з'явилося повідомлення про те, що розгортання виробництва Іл-114 для цивільної авіації визнано недоцільним.
У жовтні 2014 віце-прем'єр Росії Дмитро Рогозін повідомив, що Президент РФ Володимир Путін підтримав ідею розробки пасажирського літака на базі Іл-114.
У 2014—2015 роках почали відродження оновлених пасажирських літаків Іл-114, він з'явиться в Росії вже до 2019-го року.

## Аеродинамічна схема
- Двомоторний турбогвинтовий низькоплан з прямим крилом і однокільовим оперенням.

## Модифікації

### Іл-114Т
До проектування вантажного варіанту Іл-114 приступили у другій половині 1994 року. Вантажний літак Іл-114Т відрізняється від початкового варіанту вантажною кабіною, оснащеною підлогою механізацією, що забезпечує швидке виконання навантажувально-розвантажувальних робіт, і бічними дверима, розташованими з лівого борту фюзеляжу за крилом. Двері мають розміри 3,25 м × 1,71 м і відкриваються вгору. Кабіна має засоби запобігання зсуву вантажів.
Літак може перевозити різне число вантажних контейнерів або піддонів, зокрема, 8 контейнерів 3АК-1 або 3АК-0,6, п'ять контейнерів 1АК-1,5, вісім піддонів ПА-1,5 або чотири піддони ПА-3,0. Можливе перевезення навалювальних вантажів.

Льотні випробування дослідного літака почалися у вересні 1997 в Ташкенті. У серпні 1997 року літак демонструвався на авіасалоні МАКС-1997. Літак викликає певний інтерес, так як останнім часом з'явився ринок вантажних літаків з ТГД, розрахованих на перевезення вантажів масою 6-8 тонн. Досліджується вантажний варіант Іл-114-100Т з двигунами Пратт-Уїтні. 

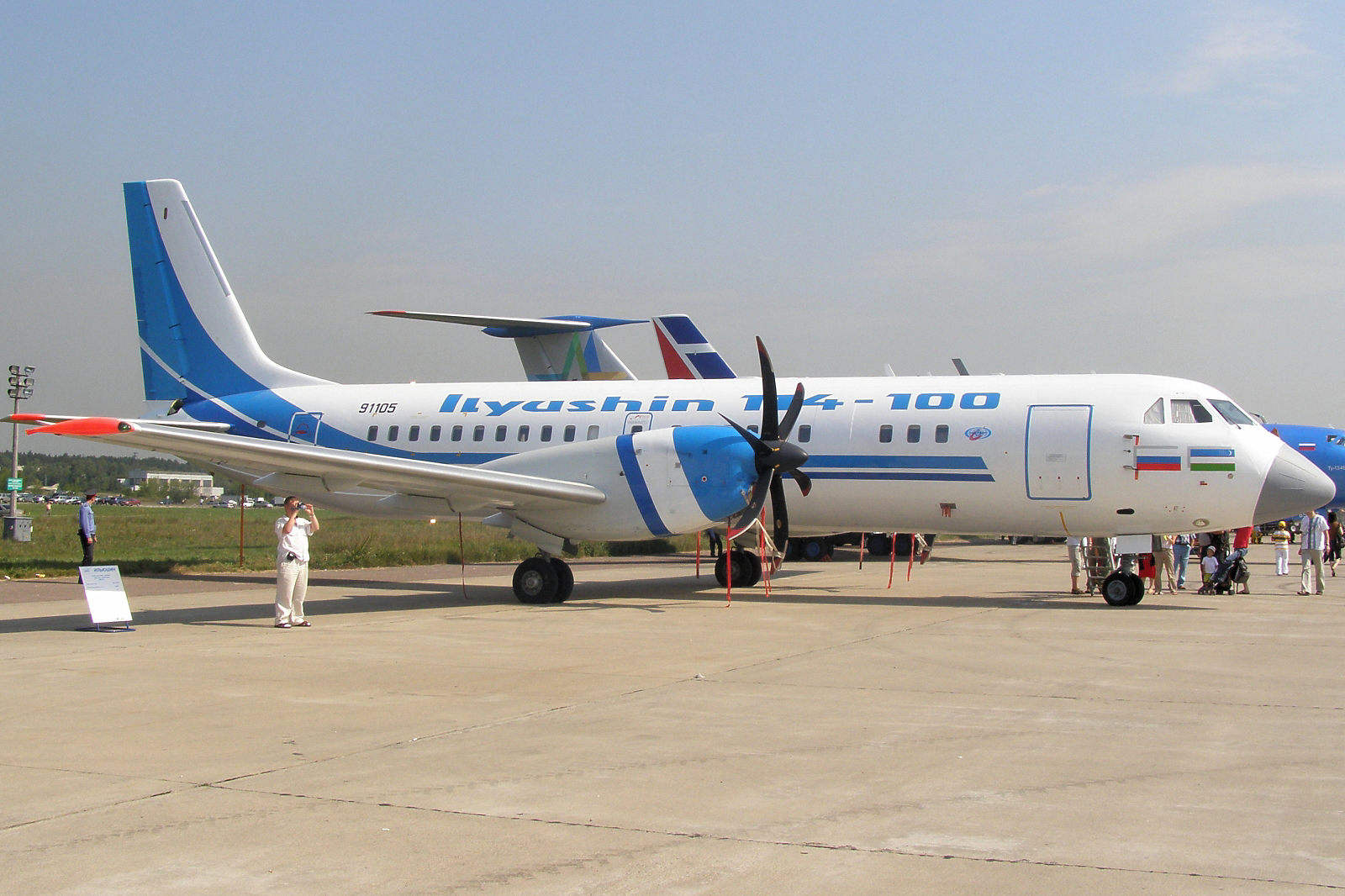
Іл-114-100

### Іл-114-100
Інше позначення — Іл-114РС — варіант з ТГД PW127H Pratt & Whitney Canada (2 × 2750 к.с.). Льотні випробування почалися 26 січня 1999 року, а в кінці 1999 року він був зареєстрований Авіареєстром МАК. Від початкового варіанту він відрізняється підвищеною економічністю і дещо збільшеною дальністю польоту з максимальним комерційним навантаженням. Навесні 2001 року перші три літаки передані узбецькій авіакомпанії «Узбекістон хаво йулларі», яка замовила 10 літаків. Ринок літаків даної модифікації оцінюється в 300 одиниць.
На 24.05.2013 парк літаків в «Узбекістон хаво йулларі» становить — 7 машин, 6 з яких мають нову авіоніку фірми «Коллінз» (борт UK-91102 має російський ЦПНК і з 01.12.2011 знаходиться на зберіганні).

### Іл-114ЛЛ

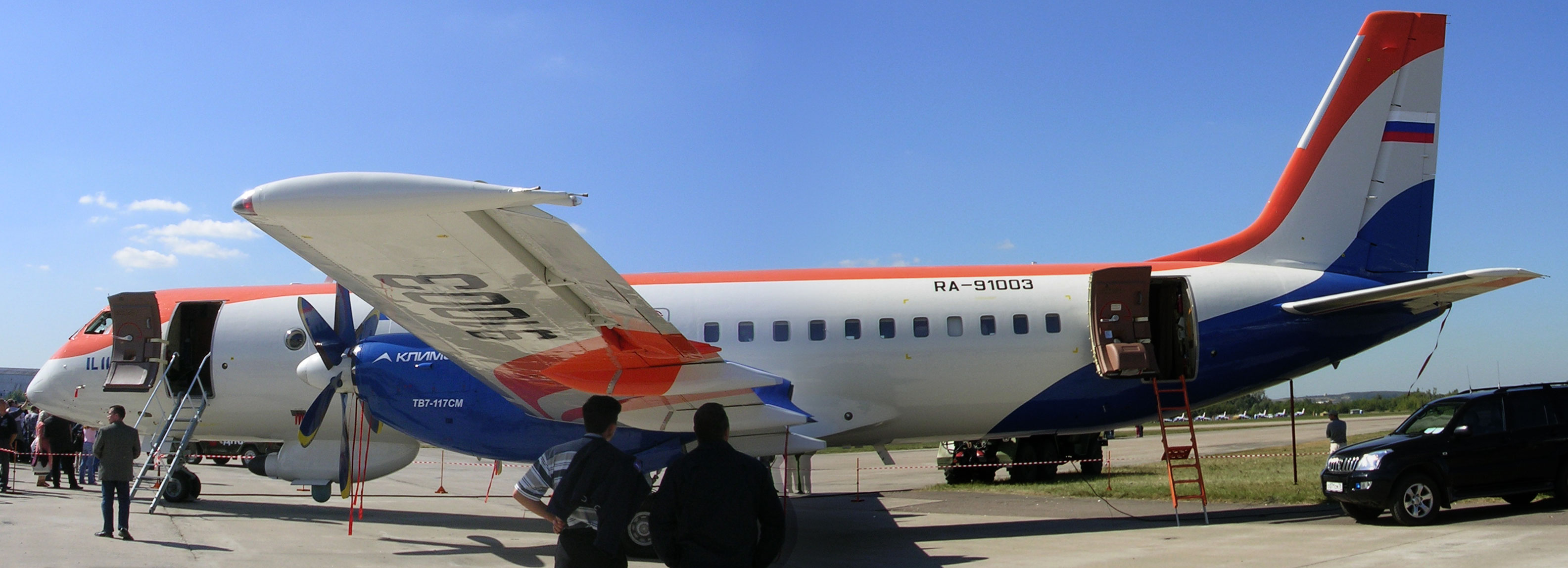
Летюча лабораторія на базі літака Іл-114

Летюча лабораторія на базі Іл-114, виготовлена в Ташкенті за замовленням Санкт-Петербурзького науково-виробничого підприємства «Радар ммс» в 2004 році для випробування вироблюваного устаткування. Широкій публіці літак був показаний на МАКС-2005, де здійснив ряд демонстраційних польотів.

### Іл-114-300
На літаку встановлені два турбогвинтових двигуна ТВ7-117СМ, потужністю 2650 к.с. з малошумними шестилопатевими повітряними гвинтами СВ-34.03, допоміжна силова установка ТА-1 і цифровий пілотажно-навігаційний комплекс ЦПНК-114м2.
Особливості модифікації:
- Маршева силова установка, в складі глибоко модернізованих і підлягаємих сертифікації за сучасними вимогами АП-33 турбогвинтових двигунів ТВ7-117СТ-01, нового композитного повітряного гвинта АВ112-114, нової суміщеної системи автоматичного керування двигуном і повітряним гвинтів;
- Модернізована допоміжна силова установка ТА14-114, так само сертифікуєма за сучасними стандартами;
- Система пожежної захисту ЗС;
- Система кондиціонування повітря, з широким використанням композитних матеріалів і збільшеною продуктивністю, для комфорту пасажирів;
- Система регулювання тиску (САРД), що сертифікується за сучасними вимогами і підвищує комфорт пасажирів;
- Система електропостачання, що включає новий генератор, апаратуру керування і контролю, нові випрямні пристрої, нові акумуляторні батареї, нові реле, нову кабельну мережу на основі полегшених типів проводів і роз'ємів;
- Цифровий пілотажно-навігаційний комплекс ЦПНК-114м2, що забезпечує автоматичний захід на посадку по нормам ICAO - I і II категорії, діректорной захід на посадку по нормам ICAO - I категорії, Автоматичний і директорной захід на посадку по СНС з диференціальним доповненням, неточний захід на посадку по СНС;
- Автоматичні радіомаяки;
- Система збору польотної інформації і система реєстрації звукової та мовної інформації;
- Система ПОЛ (Проди оледеніння) літака, розроблена і сертифікуються за сучасними стандартами;
- Інтер'єр кабіни екіпажу з поліпшеною ергономікою і новим аварійно-рятувальним обладнанням;
- теплозвукова ізоляція із застосуванням нових матеріалів російського виробництва;
- Зовнішнє і внутрішнє світлотехнічне обладнання із застосуванням світлодіодних світильників і маяків.

«Якщо на дослідному літаку відпрацьовувалась силова установка, кабіна екіпажу, навігаційне обладнання, то літак, зібраний в ЛАЗ ім. П. А. Вороніна, буде мати ще й ряд поліпшень планера. Зміна V-кута крила дасть літаку більшу стійкість, знизить посадкову швидкість, збільшить кут роботи механізації крила. Все це поліпшить злітно-посадочні характеристики Іл-114-300».

## Проекти модифікацій
- Іл-114М — літак з ТВД ТВ7М-117 і збільшеною злітною масою.
- Іл-114МА — варіант літака Іл-114 м з двигунами «Пратт-Уїтні Канада», розрахований на перевезення 74 пасажирів.
- Іл-114П — патрульний літак для охорони територіальних вод і економічної морської зони, оснащений радіоелектронним комплексом «Стриж». Має в хвостовій частині подовжений обтічник для магнітовимірювача. Тривалість польоту — до 10 годин.
- Іл-114МП — морський патрульний літак, здатний вести боротьбу проти надводних кораблів і підводних човнів.
- Іл-114ФК — військовий варіант для розвідки і картографування.
- Іл-114ПР — літак для радіотехнічної розвідки і РЕБ.
- Іл-140 — варіант для контролю тактичної повітряної обстановки.
- Іл-140М — літак для екологічного моніторингу та проведення морських пошуково-рятувальних операцій.

## Оператори

### Цивільні
Росія
- СЗАТК "Виборг" (2 літаки) — в даний момент не експлуатуються. Авіакомпанія розформована, літаки, фактично, кинуті в аеропорту м. Псков.
- «Радар ммс» (1 літак) — літак-лабораторія[13].

 Узбекистан
- Uzbekistan Airways (6 літаків)[11].

## Катастрофи
За даними на 12 вересня 2008 втрачено в катастрофах 2 літаки типу Іл-114.
| Дата     | Бортовий номер | Тип (модифікація) | Місце катастрофи | Жертви | Короткий опис                                          |
| -------- | -------------- | ----------------- | ---------------- | ------ | ------------------------------------------------------ |
| 05.07.93 | 54001          | Іл-114            | Раменське        | 5/9    | Випробувальний політ, відмова двигуна на зльоті.       |
| 05.12.99 | 91004          | Іл-114Т           | Домодєдово       | 5/7    | Вантажний рейс, зліт із кермом напряму, яке заклинило. |

## Ціна
- 7-9 млн доларів на кінець 1990-х років.  [Архівовано 6 червня 2015 у Wayback Machine.]
- 12.5 млн доларів на 2009 рік.  [Архівовано 29 липня 2014 у Wayback Machine.]